# Tacherting
Tacherting è un comune tedesco di 5 623 abitanti, situato nel land della Baviera.